# Ines Stilling

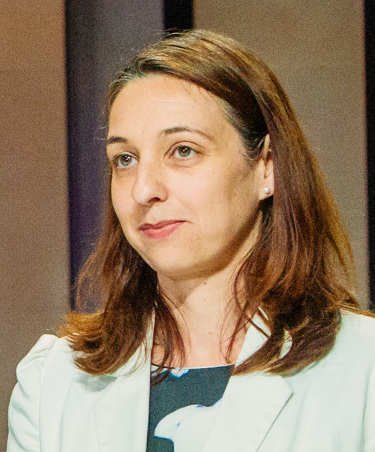
Ines Stilling (2017)

Ines Stilling (* 10. August 1976 in Graz) ist eine österreichische Spitzenbeamtin. Sie war Bundesministerin für Frauen, Familien und Jugend im Bundeskanzleramt. Ab Juni 2020 war sie Generalsekretärin im Bundesministerium für Soziales, Gesundheit, Pflege und Konsumentenschutz.

## Leben
Ines Stilling studierte Rechtswissenschaften an der Karl-Franzens-Universität Graz, wo sie ihr Studium mit der Sponsion zur Magistra abschloss.
2000 bis 2001 absolvierte sie das Gerichtsjahr im Sprengel des Oberlandesgerichts Graz. Danach war die Juristin in einem internationalen Handelskonzern Leiterin der Abteilung Personaladministration und Controlling. 2003 wechselte sie als Referentin der Abteilung Arbeitsrecht mit Schwerpunkt Mutterschutz und Kinderbetreuungsgeld zur Kammer für Arbeiter und Angestellte in Wien.
2007 bis 2008 war Ines Stilling Fachexpertin für den Bereich Arbeitsmarkt und Vereinbarkeit im Büro der Bundesministerin für Frauen, Medien und Öffentlichen Dienst im Bundeskanzleramt Doris Bures. 2008 bis 2009 kam sie als Fachexpertin für den Bereich Arbeitsmarkt und Vereinbarkeit ins Büro der Bundesministerin für Frauen und Öffentlichen Dienst im Bundeskanzleramt Gabriele Heinisch-Hosek. 2009 bis 2011 stieg sie dort zur Büroleiterin auf.
Mit 2012 wurde sie Sektionschefin und Leiterin der Sektion II (Frauenangelegenheiten und Gleichstellung) im Bundeskanzleramt von Bundeskanzler Werner Faymann.

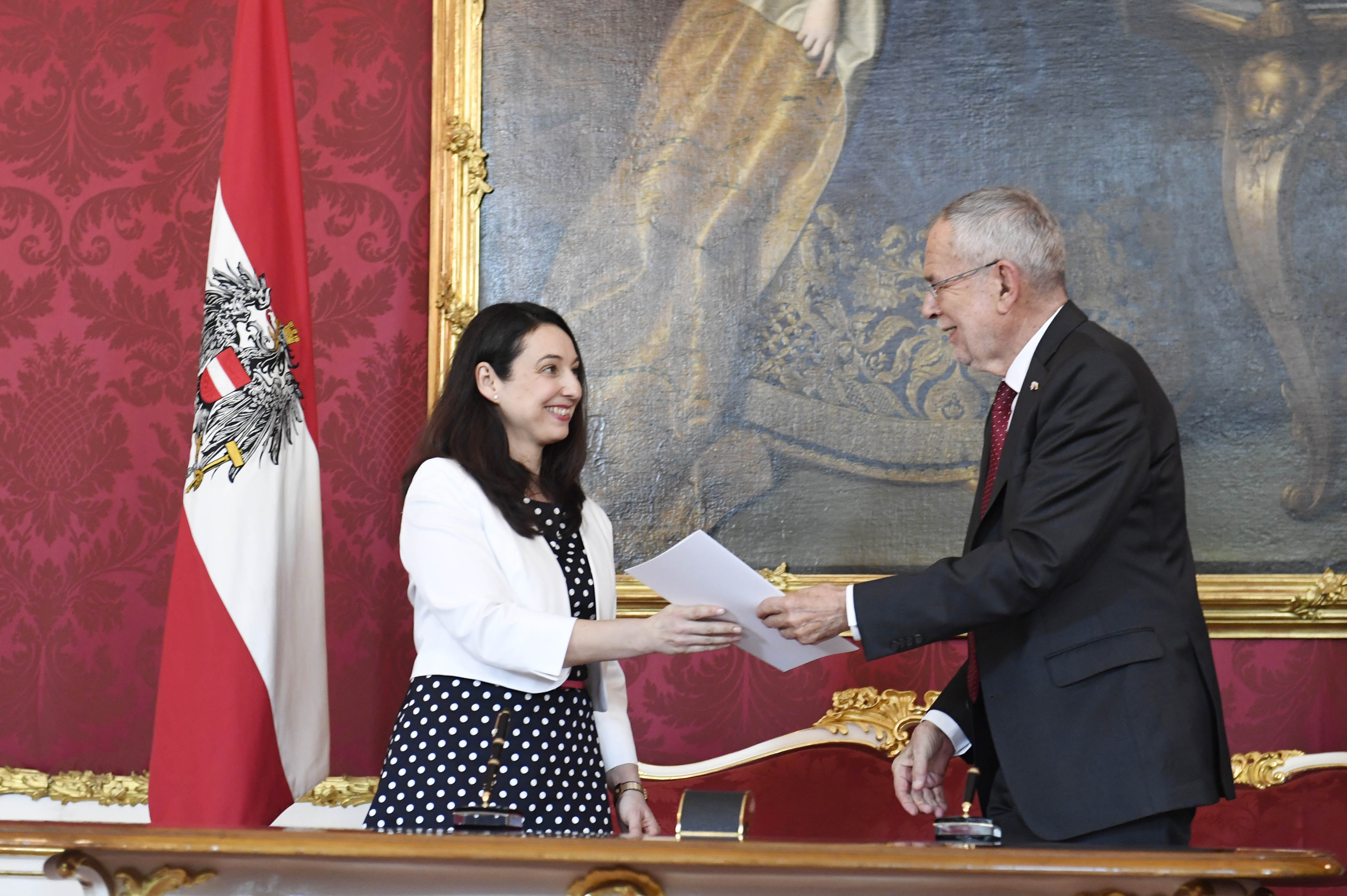
Ines Stilling bei der Angelobung mit Bundespräsident Alexander Van der Bellen (2019)

Am 3. Juni 2019 wurde sie in der Bundesregierung Bierlein als Bundesministerin ohne Portefeuille und designierte Frauenministerin und am 5. Juni 2019 als Bundesministerin im Bundeskanzleramt vom Bundespräsidenten angelobt, womit ihr mit Wirkung des 5. Juni die im Bundeskanzleramt angesiedelten Agenden für Frauen, Familien und Jugend übertragen wurden.
Anfang Juni 2020 folgte sie Stefan Wallner als Generalsekretärin im Bundesministerium für Soziales, Gesundheit, Pflege und Konsumentenschutz nach. Ende September 2022 wurde ihr Wechsel zur Arbeiterkammer als Leiterin des Bereichs Soziales der Bundesarbeiterkammer und der Arbeiterkammer Wien mit Mitte November 2022 bekannt.
Im April 2023 wurde Stilling als Nachfolgerin von Kurt Nekula zur Präsidentin des Vereins Licht ins Dunkel gewählt.